# مود باول
مود باول (بالإنجليزية: Maud Powell)‏ هي عازفة كمان وموسيقية أمريكية، ولدت في 22 أغسطس 1867 في إلينوي في الولايات المتحدة، وتوفيت في 8 يناير 1920 في بنسيلفانيا في الولايات المتحدة.

## وصلات خارجية
- مود باول على موقع IMDb (الإنجليزية)
- مود باول على موقع الموسوعة البريطانية (الإنجليزية)
- مود باول على موقع ميوزك برينز (الإنجليزية)
- مود باول على موقع ديسكوغز (الإنجليزية)